# Vydas Gedvilas
Vydas Gedvilas (Kelmė, 17 maggio 1959) è un allenatore di pallacanestro e dirigente sportivo lituano fino al 1990 sovietico.

## Carriera
Ha guidato la Lituania a due edizioni dei Campionati mondiali (1998, 2002) e a tre dei Campionati europei (1997, 1999, 2001), vincendo la medaglia d'oro nel 1997.